# Waterstoniella calcaria
Waterstoniella calcaria är en stekelart som beskrevs av Wiebes 1992. Waterstoniella calcaria ingår i släktet Waterstoniella och familjen fikonsteklar. Inga underarter finns listade i Catalogue of Life.